# Gran Bretagna ai Giochi della XXXII Olimpiade
La Gran Bretagna ha partecipato ai Giochi della XXXII Olimpiade che si sono svolti a Tokyo, Giappone, dal 23 luglio all'8 agosto 2021; originariamente previsti per l'estate 2020, erano stati rimandati di un anno a causa della pandemia di COVID-19. La delegazione era composta da 376 atleti, 200 donne e 176 uomini.

## Medaglie
| Riepilogo quotidiano | Riepilogo quotidiano | Riepilogo quotidiano | Riepilogo quotidiano | Riepilogo quotidiano | Riepilogo quotidiano | Riepilogo quotidiano |
| -------------------- | -------------------- | -------------------- | -------------------- | -------------------- | -------------------- | -------------------- |
| Giorno               | Data                 |                      |                      |                      | Totale               |                      |
| 1º                   | 24                   | 0                    | 0                    | 0                    | 0                    |                      |
| 2º                   | 25                   | 0                    | 1                    | 1                    | 2                    |                      |
| 3º                   | 26                   | 3                    | 2                    | 0                    | 5                    |                      |
| 4º                   | 27                   | 1                    | 2                    | 3                    | 6                    |                      |
| 5º                   | 28                   | 1                    | 1                    | 1                    | 3                    |                      |
| 6º                   | 29                   | 0                    | 1                    | 1                    | 2                    |                      |
| 7º                   | 30                   | 1                    | 2                    | 3                    | 6                    |                      |
| 8º                   | 31                   | 2                    | 0                    | 2                    | 4                    |                      |
| 9º                   | 1                    | 2                    | 1                    | 1                    | 4                    |                      |
| 10º                  | 2                    | 1                    | 2                    | 0                    | 3                    |                      |
| 11º                  | 3                    | 2                    | 5                    | 1                    | 8                    |                      |
| 12º                  | 4                    | 2                    | 1                    | 2                    | 5                    |                      |
| 13º                  | 5                    | 1                    | 0                    | 2                    | 3                    |                      |
| 14º                  | 6                    | 2                    | 1                    | 3                    | 6                    |                      |
| 15º                  | 7                    | 2                    | 1                    | 2                    | 5                    |                      |
| 16º                  | 8                    | 2                    | 0                    | 0                    | 2                    |                      |
| Totale               | Totale               | 22                   | 20                   | 22                   | 64                   |                      |

### Medagliere per disciplina
| Sport              | Oro | Argento | Bronzo | Totale |
| ------------------ | --- | ------- | ------ | ------ |
| Ciclismo           | 6   | 4       | 2      | 12     |
| Nuoto              | 4   | 3       | 1      | 8      |
| Vela               | 3   | 1       | 1      | 5      |
| Pugilato           | 2   | 2       | 2      | 6      |
| Equitazione        | 2   | 1       | 2      | 5      |
| Pentathlon moderno | 2   | 0       | 0      | 2      |
| Triathlon          | 1   | 2       | 0      | 3      |
| Ginnastica         | 1   | 0       | 2      | 3      |
| Tuffi              | 1   | 0       | 2      | 3      |
| Atletica leggera   | 0   | 2       | 3      | 5      |
| Taekwondo          | 0   | 2       | 1      | 3      |
| Canoa/kayak        | 0   | 1       | 1      | 2      |
| Canottaggio        | 0   | 1       | 1      | 2      |
| Sollevamento pesi  | 0   | 1       | 0      | 1      |
| Hockey su prato    | 0   | 0       | 1      | 1      |
| Judo               | 0   | 0       | 1      | 1      |
| Skateboard         | 0   | 0       | 1      | 1      |
| Tiro a segno/volo  | 0   | 0       | 1      | 1      |
| Totale             | 22  | 20      | 22     | 64     |

### Medaglie d'oro
| Medaglia | Nome                                                              | Sport              | Evento                                      |
| -------- | ----------------------------------------------------------------- | ------------------ | ------------------------------------------- |
| Oro      | Thomas Pidcock                                                    | Ciclismo           | Cross country maschile                      |
| Oro      | Tom Daley Matthew Lee                                             | Tuffi              | Piattaforma 10 metri sincro maschile        |
| Oro      | Adam Peaty                                                        | Nuoto              | 100 metri rana maschili                     |
| Oro      | Thomas Dean                                                       | Nuoto              | 200 metri stile libero maschili             |
| Oro      | Thomas Dean James Guy Matthew Richards Duncan Scott Calum Jarvis  | Nuoto              | Staffetta 4x200 metri stile libero maschile |
| Oro      | Bethany Shriever                                                  | Ciclismo           | Corsa BMX femminile                         |
| Oro      | Jessica Learmonth Jonathan Brownlee Georgia Taylor-Brown Alex Yee | Triathlon          | Gara a squadre                              |
| Oro      | Kathleen Dawson Adam Peaty James Guy Anna Hopkin Freya Anderson   | Nuoto              | Staffetta 4x100 metri misti mista           |
| Oro      | Charlotte Worthington                                             | Ciclismo           | BMX freestyle femminile                     |
| Oro      | Max Whitlock                                                      | Ginnastica         | Cavallo maschile                            |
| Oro      | Tom McEwen Laura Collett Oliver Townend                           | Equitazione        | Concorso completo a squadre                 |
| Oro      | Stuart Bithell Dylan Fletcher                                     | Vela               | 49er maschile                               |
| Oro      | Giles Scott                                                       | Vela               | Finn maschile                               |
| Oro      | Hannah Mills Eilidh McIntyre                                      | Vela               | 470 femminile                               |
| Oro      | Ben Maher                                                         | Equitazione        | Salto ostacoli individuale                  |
| Oro      | Matthew Walls                                                     | Ciclismo           | Omnium maschile                             |
| Oro      | Katie Archibald Laura Kenny                                       | Ciclismo           | Americana femminile                         |
| Oro      | Kate French                                                       | Pentathlon moderno | Gara femminile                              |
| Oro      | Galal Yafai                                                       | Pugilato           | Pesi mosca maschile                         |
| Oro      | Joe Choong                                                        | Pentathlon moderno | Gara maschile                               |
| Oro      | Jason Kenny                                                       | Ciclismo           | Keirin maschile                             |
| Oro      | Lauren Price                                                      | Pugilato           | Pesi medi femminile                         |

### Medaglie d'argento
| Medaglia | Nome                                                                        | Sport             | Evento                               |
| -------- | --------------------------------------------------------------------------- | ----------------- | ------------------------------------ |
| Argento  | Bradly Sinden                                                               | Taekwondo         | 68 kg maschile                       |
| Argento  | Lauren Williams                                                             | Taekwondo         | 67 kg femminile                      |
| Argento  | Alex Yee                                                                    | Triathlon         | Gara maschile                        |
| Argento  | Duncan Scott                                                                | Nuoto             | 200 metri stile libero maschili      |
| Argento  | Georgia Taylor-Brown                                                        | Triathlon         | Gara femminile                       |
| Argento  | Tom Barras Jack Beaumont Angus Groom Harry Leask                            | Canottaggio       | Quattro di coppia                    |
| Argento  | Mallory Franklin                                                            | Canoa/kayak       | Slalom C1 femminile                  |
| Argento  | Duncan Scott                                                                | Nuoto             | 200 metri misti maschili             |
| Argento  | Kye Whyte                                                                   | Ciclismo          | Corsa BMX maschile                   |
| Argento  | Luke Greenbank James Guy Joe Litchfield Adam Peaty Duncan Scott James Wilby | Nuoto             | Staffetta 4x100 metri misti maschile |
| Argento  | Tom McEwen                                                                  | Equitazione       | Concorso completo individuale        |
| Argento  | Emily Campbell                                                              | Sollevamento pesi | +87 kg femminile                     |
| Argento  | John Gimson Anna Burnet                                                     | Vela              | Nacra 17 misto                       |
| Argento  | Katie Archibald Laura Kenny Neah Evans Josie Knight                         | Ciclismo          | Inseguimento a squadre femminile     |
| Argento  | Jack Carlin Jason Kenny Ryan Owens                                          | Ciclismo          | Velocità a squadre maschile          |
| Argento  | Pat McCormack                                                               | Pugilato          | Pesi welter maschile                 |
| Argento  | Keely Hodgkinson                                                            | Atletica leggera  | 800 metri piani femminili            |
| Argento  | Benjamin Whittaker                                                          | Pugilato          | Pesi mediomassimi maschile           |
| Argento  | Laura Muir                                                                  | Atletica leggera  | 1500 metri piani femminili           |
| Argento  | Ethan Hayter Matthew Walls                                                  | Ciclismo          | Americana maschile                   |

### Medaglie di bronzo
| Medaglia | Nome | Sport            | Evento                          |
| -------- | --- | ---------------- | ------------------------------- |
| Bronzo   | Chelsie Giles | Judo             | 52 kg femminile                 |
| Bronzo   | Bianca Walkden | Taekwondo        | +67 kg femminile                |
| Bronzo   | Jennifer Gadirova Jessica Gadirova Alice Kinsella Amelie Morgan | Ginnastica       | Concorso a squadre femminile    |
| Bronzo   | Charlotte Dujardin Charlotte Fry Carl Hester | Equitazione      | Dressage a squadre              |
| Bronzo   | Charlotte Dujardin | Equitazione      | Dressage individuale            |
| Bronzo   | Matthew Coward-Holley | Tiro             | Trap maschile                   |
| Bronzo   | Josh Bugajski Jacob Dawson Charles Elwes Thomas Ford Thomas George James Rudkin Moe Sbihi Oliver Wynne-Griffith Henry Fieldman | Canottaggio      | Otto maschile                   |
| Bronzo   | Luke Greenbank | Nuoto            | 200 metri dorso maschili        |
| Bronzo   | Bryony Page | Ginnastica       | Trampolino femminile            |
| Bronzo   | Emma Wilson | Vela             | RS:X femminile                  |
| Bronzo   | Karriss Artingstall | Pugilato         | Pesi piuma femminile            |
| Bronzo   | Declan Brooks | Ciclismo         | BMX freestyle maschile          |
| Bronzo   | Jack Laugher | Tuffi            | Trampolino 3 metri maschile     |
| Bronzo   | Sky Brown | Skateboard       | Park femminile                  |
| Bronzo   | Frazer Clarke | Pugilato         | Pesi supermassimi maschile      |
| Bronzo   | Liam Heath | Canoa/kayak      | K1 200 metri maschile           |
| Bronzo   | Holly Bradshaw | Atletica leggera | Salto con l'asta femminile      |
| Bronzo   | Maddie Hinch Anna Toman Leah Wilkinson Giselle Ansley Hollie Pearne-Webb Grace Balsdon Laura Unsworth Sarah Jones Susannah Townsend Fiona Crackles Shona McCallin Hannah Martin Sarah Robertson Ellie Rayer Izzy Petter Lily Owsley | Hockey su prato  | Torneo femminile                |
| Bronzo   | Jack Carlin | Ciclismo         | Velocità maschile               |
| Bronzo   | Asha Philip Imani Lansiquot Dina Asher-Smith Daryll Neita | Atletica leggera | Staffetta 4×100 metri femminile |
| Bronzo   | Tom Daley | Tuffi            | Piattaforma 10 metri maschile   |
| Bronzo   | Josh Kerr | Atletica leggera | 1500 metri piani maschili       |

## Delegazione
| Sport                | Uomini | Donne | Totale |
| -------------------- | ------ | ----- | ------ |
| Arrampicata sportiva | 0      | 1     | 1      |
| Atletica leggera     | 37     | 40    | 77     |
| Badminton            | 4      | 3     | 7      |
| Calcio               | 0      | 18    | 18     |
| Canoa/Kayak          | 3      | 5     | 8      |
| Canottaggio          | 19     | 22    | 41     |
| Ciclismo             | 15     | 11    | 26     |
| Equitazione          | 5      | 4     | 9      |
| Ginnastica           | 4      | 6     | 10     |
| Golf                 | 2      | 2     | 4      |
| Hockey su prato      | 16     | 16    | 32     |
| Judo                 | 1      | 5     | 6      |
| Nuoto                | 18     | 14    | 32     |
| Nuoto artistico      | -      | 2     | 2      |
| Pentathlon moderno   | 2      | 2     | 4      |
| Pugilato             | 7      | 4     | 11     |
| Rugby a 7            | 12     | 12    | 24     |
| Scherma              | 1      | 0     | 1      |
| Skateboard           | 0      | 2     | 2      |
| Sollevamento pesi    | 0      | 4     | 4      |
| Taekwondo            | 2      | 3     | 5      |
| Tennis               | 5      | 1     | 6      |
| Tennistavolo         | 2      | 1     | 3      |
| Tiro                 | 2      | 3     | 5      |
| Tiro con l'arco      | 3      | 3     | 6      |
| Triathlon            | 2      | 3     | 5      |
| Tuffi                | 6      | 6     | 12     |
| Vela                 | 8      | 7     | 15     |
| Totale               | 176    | 200   | 376    |

## Arrampicata sportiva
| Atleta        | Evento         | Qualificazione | Qualificazione | Qualificazione | Qualificazione | Qualificazione | Qualificazione | Qualificazione | Qualificazione | Qualificazione | Qualificazione | Finale          | Finale          | Finale          | Finale          | Finale          | Finale          | Finale          | Finale          | Finale          | Finale |
| Atleta        | Evento         | Speed          | Speed          | Speed          | Lead           | Lead           | Bouldering     | Bouldering     | Bouldering     | Totale         | Totale         | Speed           | Speed           | Lead            | Lead            | Bouldering      | Bouldering      | Bouldering      | Totale          | Totale          |        |
| Atleta        | Evento         | A              | B              | Pos.           | Punti          | Pos.           | Top            | Zona           | Pos.           | Punti          | Pos.           | Migliore        | Pos.            | Punti           | Pos.            | Top             | Zona            | Pos.            | Punti           | Pos.            |        |
| ------------- | -------------- | -------------- | -------------- | -------------- | -------------- | -------------- | -------------- | -------------- | -------------- | -------------- | -------------- | --------------- | --------------- | --------------- | --------------- | --------------- | --------------- | --------------- | --------------- | --------------- | ------ |
| Shauna Coxsey | Gara femminile | 9"65           | 10"07          | 16ª            | 21+            | 13ª            | 2              | 4              | 4ª             | 832            | 10ª            | Non qualificata | Non qualificata | Non qualificata | Non qualificata | Non qualificata | Non qualificata | Non qualificata | Non qualificata | Non qualificata |        |

## Atletica leggera

### Uomini
Eventi su pista e strada
| Zharnel Hughes                                                      | 100 m          | 10"04    | 3º Q | 9"98            | 1º Q            | DSQ             | DSQ             |     |     |
| Reece Prescod                                                       | 100 m          | 10"12    | 5º q | DSQ             | DSQ             | Non qualificato | Non qualificato |     |     |
| Chijindu Ujah                                                       | 100 m          | 10"08    | 3º Q | 10"11           | 5º              | Non qualificato | Non qualificato |     |     |
| Adam Gemili                                                         | 200 m          | 1'58"58  | 7º   | Non qualificato | Non qualificato | Non qualificato | Non qualificato |     |     |
| Nethaneel Mitchell-Blake                                            | 200 m          | 20"56    | 5º   | Non qualificato | Non qualificato | Non qualificato | Non qualificato |     |     |
| Oliver Dustin                                                       | 800 m          | 1'46"94  | 6º   | Non qualificato | Non qualificato | Non qualificato | Non qualificato |     |     |
| Elliot Giles                                                        | 800 m          | 1'44"49  | 3º Q | 1'44"74         | 3º              | Non qualificato | Non qualificato |     |     |
| Daniel Rowden                                                       | 800 m          | 1'45"73  | 2º Q | 1'44"35         | 5º              | Non qualificato | Non qualificato |     |     |
| Jake Heyward                                                        | 1500 m         | 3:36.14  | 1º Q | 3'32"82         | 6º q            | 3'34"43         | 9º              |     |     |
| Josh Kerr                                                           | 1500 m         | 3'36"29  | 6º q | 3'32"18         | 3º Q            | 3'29"05         |                 |     |     |
| Jake Wightman                                                       | 1500 m         | 3'41"18  | 3º Q | 3'33"48         | 1º Q            | 3'35"09         | 10º             |     |     |
| Andrew Butchart                                                     | 5000 m         | 13'31"23 | 7º q | N.D.            | N.D.            | 13'09"97        | 11º             |     |     |
| Marc Scott                                                          | 5000 m         | 13'39"61 | 6º   | N.D.            | N.D.            | Non qualificato | Non qualificato |     |     |
| Sam Atkin                                                           | 10000 m        | N.D.     | N.D. | N.D.            | N.D.            | DNF             | DNF             | DNF | DNF |
| Marc Scott                                                          | 10000 m        | N.D.     | N.D. | N.D.            | N.D.            | 28'09"23        | 14º             |     |     |
| David King                                                          | 110 m ostacoli | 13"55    | 6º q | 13"67           | 7º              | Non qualificato | Non qualificato |     |     |
| Andrew Pozzi                                                        | 110 m ostacoli | 13"50    | 4º Q | 13"32           | 4º q            | 13"30           | 7º              |     |     |
| Phil Norman                                                         | 3000 m siepi   | 8'46"57  | 13º  | N.D.            | N.D.            | Non qualificato | Non qualificato |     |     |
| Zak Seddon                                                          | 3000 m siepi   | 8'43"29  | 14º  | N.D.            | N.D.            | Non qualificato | Non qualificato |     |     |
| Zharnel Hughes Richard Kilty Nethaneel Mitchell-Blake Chijindu Ujah | 4×100 m        | 38"02    | 2ª Q | N.D.            | N.D.            | 37"51           | DSQ             |     |     |
| Joe Brier Cameron Chalmers Michael Ohioze Lee Thompson              | 4×400 m        | 3'03"29  | 6ª   | N.D.            | N.D.            | Non qualificata | Non qualificata |     |     |
| Ben Connor                                                          | Maratona       | N.D.     | N.D. | N.D.            | N.D.            | DNF             | DNF             |     |     |
| Callum Hawkins                                                      | Maratona       | N.D.     | N.D. | N.D.            | N.D.            | DNF             | DNF             |     |     |
| Chris Thompson                                                      | Maratona       | N.D.     | N.D. | N.D.            | N.D.            | 2:12.29         | 54º             |     |     |
| Tom Bosworth                                                        | Marcia 20 km   | N.D.     | N.D. | N.D.            | N.D.            | 1h25'57"        | 25º             |     |     |
| Callum Wilkinson                                                    | Marcia 20 km   | N.D.     | N.D. | N.D.            | N.D.            | 1h22'38”        | 10º             |     |     |

Eventi su campo
| Atleta          | Evento              | Qualificazione | Qualificazione | Finale          | Finale          |
| Atleta          | Evento              | Risultato      | Posizione      | Risultato       | Posizione       |
| --------------- | ------------------- | -------------- | -------------- | --------------- | --------------- |
| Tom Gale        | Salto in alto       | 2,28           | 13º Q          | 2,27            | 11º             |
| Harry Coppell   | Salto con l'asta    | 5,65           | 12º Q          | 5,80            | 7º              |
| Ben Williams    | Salto triplo        | 16,30          | 22º            | Non qualificato | Non qualificato |
| Scott Lincoln   | Getto del peso      | 20,42          | 18º            | Non qualificato | Non qualificato |
| Lawrence Okoye  | Lancio del disco    | NM             | NM             | Non qualificato | Non qualificato |
| Taylor Campbell | Lancio del martello | 71,34          | 28º            | Non qualificato | Non qualificato |
| Nick Miller     | Lancio del martello | 76,93          | 6º q           | 78,15           | 6º              |

### Donne
Eventi su pista e strada
| Atleta                                                                         | Evento         | Batteria  | Batteria  | Semifinale      | Semifinale      | Finale          | Finale          |
| Atleta                                                                         | Evento         | Risultato | Posizione | Risultato       | Posizione       | Risultato       | Posizione       |
| ------------------------------------------------------------------------------ | -------------- | --------- | --------- | --------------- | --------------- | --------------- | --------------- |
| Dina Asher-Smith                                                               | 100 m          | 11"07     | 2ª Q      | 11"05           | 3ª              | Non qualificata | Non qualificata |
| Daryll Neita                                                                   | 100 m          | 10"96     | 2ª Q      | 11"00           | 4ª Q            | 11"12           | 8ª              |
| Asha Philip                                                                    | 100 m          | 11"31     | 2ª Q      | 11"30           | 8ª              | Non qualificata | Non qualificata |
| Beth Dobbin                                                                    | 200 m          | 22"78     | 2ª Q      | 22"85           | 5ª              | Non qualificata | Non qualificata |
| Amarachi Pipi                                                                  | 400 m          | 51"17     | 4ª q      | 51"59           | 7ª              | Non qualificata | Non qualificata |
| Jodie Williams                                                                 | 400 m          | 50"99     | 1ª Q      | 49"97           | 2ª Q            | 49"97           | 6ª              |
| Nicole Yeargin                                                                 | 400 m          | DSQ       | DSQ       | Non qualificata | Non qualificata | Non qualificata | Non qualificata |
| Alexandra Bell                                                                 | 800 m          | 2'00"96   | 4ª q      | 1'58"83         | 3ª q            | 1'57"66         | 7ª              |
| Keely Hodgkinson                                                               | 800 m          | 2'01"59   | 2ª Q      | 1'59"12         | 1ª Q            | 1'55"88         |                 |
| Jemma Reekie                                                                   | 800 m          | 1'59"97   | 1ª Q      | 1'59"77         | 2ª Q            | 1'56"90         | 4ª              |
| Laura Muir                                                                     | 1500 m         | 4'03"89   | 2ª Q      | 4'00"73         | 2ª Q            | 3'54"50         |                 |
| Katie Snowden                                                                  | 1500 m         | 4'02"77   | 6ª Q      | 4'02"93         | 9ª              | Non qualificata | Non qualificata |
| Revee Walcott Nolan                                                            | 1500 m         | 4'06"23   | 7ª        | Non qualificata | Non qualificata | Non qualificata | Non qualificata |
| Jessica Judd                                                                   | 5000 m         | 15'09"47  | 13ª       | N.D.            | N.D.            | Non qualificata | Non qualificata |
| Eilish McColgan                                                                | 5000 m         | 15'09"68  | 10ª       | N.D.            | N.D.            | Non qualificata | Non qualificata |
| Amy-Eloise Markovc                                                             | 5000 m         | 15'03"22  | 9ª        | N.D.            | N.D.            | Non qualificata | Non qualificata |
| Jessica Judd                                                                   | 10000 m        | N.D.      | N.D.      | N.D.            | N.D.            | 31'56"80        | 17ª             |
| Eilish McColgan                                                                | 10000 m        | N.D.      | N.D.      | N.D.            | N.D.            | 31'04"46        | 9ª              |
| Tiffany Porter                                                                 | 100 m ostacoli | 12"85     | 4ª Q      | 12"86           | 5ª              | Non qualificata | Non qualificata |
| Cindy Sember                                                                   | 100 m ostacoli | 13"00     | 4ª Q      | 12"76           | 7ª              | Non qualificata | Non qualificata |
| Meghan Beesley                                                                 | 400 m ostacoli | 55"91     | 7ª        | Non qualificata | Non qualificata | Non qualificata | Non qualificata |
| Jessie Knight                                                                  | 400 m ostacoli | DNF       | DNF       | Non qualificata | Non qualificata | Non qualificata | Non qualificata |
| Jessica Turner                                                                 | 400 m ostacoli | 56"83     | 4ª Q      | 1'00"36         | 7ª              | Non qualificata | Non qualificata |
| Elizabeth Bird                                                                 | 3000 m siepi   | 9'24"34   | 5ª q      | N.D.            | N.D.            | 9'19"68         | 9ª              |
| Aimee Pratt                                                                    | 3000 m siepi   | 9'47"56   | 11ª       | N.D.            | N.D.            | Non qualificata | Non qualificata |
| Dina Asher-Smith Imani Lansiquot Daryll Neita Asha Philip                      | 4×100 m        | 41"55     | 1ª Q      | N.D.            | N.D.            | 41"88           |                 |
| Zoey Clark Emily Diamond Laviai Nielsen Ama Pipi Jodie Williams Nicole Yeargin | 4×400 m        | 3'23"99   | 3ª Q      | N.D.            | N.D.            | 3'22"59         | 5ª              |
| Stephanie Davis                                                                | Maratona       | N.D.      | N.D.      | N.D.            | N.D.            | 2h36'33"        | 39ª             |
| Jess Piasecki                                                                  | Maratona       | N.D.      | N.D.      | N.D.            | N.D.            | 2h55'39"        | 71ª             |
| Stephanie Twell                                                                | Maratona       | N.D.      | N.D.      | N.D.            | N.D.            | 2h53'26"        | 68ª             |

Eventi su campo
| Atleta          | Evento           | Qualificazione | Qualificazione | Finale          | Finale          |
| Atleta          | Evento           | Risultato      | Posizione      | Risultato       | Posizione       |
| --------------- | ---------------- | -------------- | -------------- | --------------- | --------------- |
| Emily Borthwick | Salto in alto    | 1,93           | 16ª            | Non qualificata | Non qualificata |
| Morgan Lake     | Salto in alto    | 1,95           | 7ª Q           | DNS             | DNS             |
| Holly Bradshaw  | Salto con l'asta | 4,55           | 1ª q           | 4,85            |                 |
| Abigail Irozuru | Salto in lungo   | 6,75           | 4ª Q           | 6,51            | 11ª             |
| Jazmin Sawyers  | Salto in lungo   | 6,62           | 11ª q          | 6,80            | 8ª              |
| Lorraine Ugen   | Salto in lungo   | 6,05           | 15ª            | Non qualificata | Non qualificata |
| Sophie McKinna  | Getto del peso   | 17,81          | 18ª            | Non qualificata | Non qualificata |

Eventi multipli
| Atleta                    | Evento    | 100 ost.   | Alto      | Peso      | 200 m | Lungo | Giav. | 800 m | Punteggio totale | Pos. |
| ------------------------- | --------- | ---------- | --------- | --------- | ----- | ----- | ----- | ----- | ---------------- | ---- |
| Katarina Johnson-Thompson | Eptathlon | 13"27 1084 | 1,86 1054 | 13,31 748 | DSQ   | DNS   | DNS   | DNS   | DNS              | DNS  |

### Misto
| Atleta                                                                             | Evento  | Batteria  | Batteria  | Finale    | Finale    |
| Atleta                                                                             | Evento  | Risultato | Posizione | Risultato | Posizione |
| ---------------------------------------------------------------------------------- | ------- | --------- | --------- | --------- | --------- |
| Niclas Baker Cameron Chalmers Zoey Clark Emily Diamond Lee Thompson Nicole Yeargin | 4×400 m | 3'11"95   | 4ª q      | 3'12"07   | 6ª        |

## Badminton
| Atleta                    | Evento            | Girone                              | Girone                            | Girone                                          | Girone | Ottavi                    | Quarti                      | Semifinale           | Finale               | Finale          |
| Atleta                    | Evento            | Avversario Punteggio                | Avversario Punteggio              | Avversario Punteggio                            | Pos.   | Avversario Punteggio      | Avversario Punteggio        | Avversario Punteggio | Avversario Punteggio | Pos.            |
| ------------------------- | ----------------- | ----------------------------------- | --------------------------------- | ----------------------------------------------- | ------ | ------------------------- | --------------------------- | -------------------- | -------------------- | --------------- |
| Toby Penty                | Singolo maschile  | Schäfer V (21–18, 21–11)            | Wangcharoen V (21–19, 21–12)      | N.D.                                            | 1º Q   | Antonsen P (10–21, 15–21) | Non qualificato             | Non qualificato      | Non qualificato      | Non qualificato |
| Kirsty Gilmour            | Singolo femminile | Shahzad V (21–14, 21–14)            | Yamaguchi P (9–21, 18–21)         | N.D.                                            | 2ª     | Non qualificata           | Non qualificata             | Non qualificata      | Non qualificata      | Non qualificata |
| Ben Lane Sean Vendy       | Doppio maschile   | Gideon / Sukamuljo P (15–21, 11–21) | Lee / Wang P (17–21, 14–21)       | Rankireddy / Shetty P (17–21, 19–21)            | 4ª     | N.D.                      | Non qualificati             | Non qualificati      | Non qualificati      | Non qualificati |
| Chloe Birch Lauren Smith  | Doppio femminile  | Fukushima / Hirota P (13–21, 14–21) | Polii / Rahayu P (11–21, 13–21)   | Chow / Lee P (19–21, 16–21)                     | 4ª     | N.D.                      | Non qualificate             | Non qualificate      | Non qualificate      | Non qualificate |
| Marcus Ellis Lauren Smith | Doppio misto      | Gicquel / Delrue V (21–18, 21–17)   | Hurlburt-Yu / Wu V (21–13, 21–19) | Puavaranukroh / Taerattanachai V (21–12, 21–19) | 1ª Q   | N.D.                      | Tse / Tang P (13–21, 18–21) | Non qualificati      | Non qualificati      | Non qualificati |

## Calcio
| Squadra             | Torneo    | Girone               | Girone               | Girone               | Girone | Quarti               | Semifinali           | Finale               | Pos. |
| Squadra             | Torneo    | Avversario Risultato | Avversario Risultato | Avversario Risultato | Pos.   | Avversario Risultato | Avversario Risultato | Avversario Risultato | Pos. |
| ------------------- | --------- | -------------------- | -------------------- | -------------------- | ------ | -------------------- | -------------------- | -------------------- | ---- |
| Nazionale femminile | Femminile | Cile V 2–0           | Giappone V 1–0       | Canada N 1–1         | 1ª Q   | Australia P 3–4      | Non qualificata      | Non qualificata      | 7ª   |

## Canoa/kayak

### Slalom
| Atleta                | Evento       | Qualificazioni | Qualificazioni | Qualificazioni | Qualificazioni | Qualificazioni | Qualificazioni | Semifinali | Semifinali | Semifinali | Finale   | Finale | Finale    |
| Atleta                | Evento       | 1ª manche      | Pos.           | 2ª manche      | Pos.           | Migliore       | Posizione      | Penalità   | Tempo      | Posizione  | Penalità | Tempo  | Posizione |
| --------------------- | ------------ | -------------- | -------------- | -------------- | -------------- | -------------- | -------------- | ---------- | ---------- | ---------- | -------- | ------ | --------- |
| Adam Burgess          | C1 maschile  | 99"82          | 4º             | 99"64          | 2º             | 99"64          | 3º Q           | 2"         | 106"18     | 8º Q       | 0"       | 103"86 | 4º        |
| Mallory Franklin      | C1 femminile | 107"51         | 1ª             | 105"06         | 1ª             | 105"06         | 1ª Q           | 2"         | 114"61     | 4ª Q       | 2"       | 111"13 |           |
| Bradley Forbes-Cryans | K1 maschile  | 93"65          | 5º             | 101"46         | 21º            | 93"65          | 13º Q          | 0"         | 96"48      | 5º Q       | 2"       | 100"58 | 6º        |
| Kimberley Woods       | K1 femminile | 109"63         | 8ª             | 107"82         | 8ª             | 107"82         | 9ª Q           | 0"         | 109"00     | 6ª Q       | 56"      | 121"09 | 10ª       |

### Velocità
| Atleta       | Evento             | Batteria | Batteria  | Quarti   | Quarti    | Semifinale      | Semifinale      | Finale          | Finale          |
| Atleta       | Evento             | Tempo    | Posizione | Tempo    | Posizione | Tempo           | Posizione       | Tempo           | Posizione       |
| ------------ | ------------------ | -------- | --------- | -------- | --------- | --------------- | --------------- | --------------- | --------------- |
| Katie Reid   | C1 200 m femminile | 47"876   | 4ª Q      | 47"821   | 4ª        | Non qualificata | Non qualificata | Non qualificata | Non qualificata |
| Liam Heath   | K1 200 m maschile  | 34"582   | 3º Q      | 33"985   | 1º Q      | 35"108          | 2º Q            | 35"202          |                 |
| Deborah Kerr | K1 200 m femminile | 41"168   | 3ª Q      | 42"742   | 1ª Q      | 39.751          | 2ª Q            | 40"409          | 8ª              |
| Emily Lewis  | K1 200 m femminile | 42"038   | 3ª Q      | 42"945   | 3ª        | Non qualificata | Non qualificata | Non qualificata | Non qualificata |
| Deborah Kerr | K1 500 m femminile | 1'51"375 | 5ª Q      | 1'50"133 | 3ª Q      | 1'55"955        | 7ª              | Non qualificata | Non qualificata |
| Emily Lewis  | K1 500 m femminile | 1'55"743 | 7ª Q      | 1'51"996 | 4ª        | Non qualificata | Non qualificata | Non qualificata | Non qualificata |

## Canottaggio

### Uomini
| Atleta | Evento            | Batteria | Batteria  | Ripescaggio | Ripescaggio | Semifinale | Semifinale | Finale  | Finale    |
| Atleta | Evento            | Tempo    | Posizione | Tempo       | Posizione   | Tempo      | Posizione  | Tempo   | Posizione |
| --- | ----------------- | -------- | --------- | ----------- | ----------- | ---------- | ---------- | ------- | --------- |
| John Collins Graeme Thomas | Due di coppia     | 6'12"80  | 2ª Q      | Bye         | Bye         | 6'22"95    | 2ª Q       | 6'06"48 | 4ª        |
| Sholto Carnegie Oliver Cook Rory Gibbs Matthew Rossiter                                                                        | Quattro senza     | 5'55"36  | 1ª Q      | Bye         | Bye         | N.D.       | N.D.       | 5'45"78 | 4ª        |
| Tom Barras Jack Beaumont Angus Groom Harry Leask                                                                               | Quattro di coppia | 5'42"01  | 3ª R      | 5'55"91     | 1ª Q        | N.D.       | N.D.       | 5'33"75 |           |
| Josh Bugajski Jacob Dawson Charles Elwes Thomas Ford Thomas George James Rudkin Moe Sbihi Oliver Wynne-Griffith Henry Fieldman | Otto              | 5'34"40  | 3ª R      | 5'23"43     | 2ª Q        | N.D.       | N.D.       | 5'25"73 |           |

### Donne
| Atleta | Evento                     | Batteria | Batteria  | Ripescaggio | Ripescaggio | Quarti  | Quarti    | Semifinale | Semifinale | Finale / Finale B | Finale / Finale B |
| Atleta | Evento                     | Tempo    | Posizione | Tempo       | Posizione   | Tempo   | Posizione | Tempo      | Posizione  | Tempo             | Posizione         |
| --- | -------------------------- | -------- | --------- | ----------- | ----------- | ------- | --------- | ---------- | ---------- | ----------------- | ----------------- |
| Victoria Thornley | Singolo                    | 7'44"30  | 1ª Q      | Bye         | Bye         | 7'59"93 | 2ª Q      | 7'25"10    | 2ª Q       | 7'20"39           | 4ª                |
| Helen Glover Polly Swann | Due senza                  | 7'23"98  | 3ª Q      | Bye         | Bye         | N.D.    | N.D.      | 6'49"39    | 2ª Q       | 6'54"96           | 4ª                |
| Emily Craig Imogen Grant | Due di coppia pesi leggeri | 7'03"29  | 2ª Q      | Bye         | Bye         | N.D.    | N.D.      | 6'41"99    | 1ª Q       | 6'48"04           | 4ª                |
| Karen Bennett Rowan McKellar Rebecca Shorten Harriet Taylor                                                                     | Quattro senza              | 6'41"02  | 4ª R      | 6'46"20     | 1ª Q        | N.D.    | N.D.      | N.D.       | N.D.       | 6'21"52           | 4ª                |
| Lucy Glover Charlotte Hodgkins-Byrne Mathilda Hodgkins-Byrne Hannah Scott                                                       | Quattro di coppia          | 6'20"80  | 3ª R      | 6'42"97     | 4ª qB       | N.D.    | N.D.      | N.D.       | N.D.       | 6'25"14           | 7ª                |
| Chloe Brew Katherine Douglas Rebecca Edwards Emily Ford Fiona Gammond Caragh McMurtry Rebecca Muzerie Sara Parfett Matilda Horn | Otto                       | 6'26"75  | 4ª R      | 6'05"26     | 5ª          | N.D.    | N.D.      | N.D.       | N.D.       | Non qualificate   | Non qualificate   |

## Ciclismo

### Ciclismo su strada
| Atleta             | Evento                   | Tempo      | Posizione |
| ------------------ | ------------------------ | ---------- | --------- |
| Tao Geoghegan Hart | Corsa in linea maschile  | DNF        | DNF       |
| Geraint Thomas     | Corsa in linea maschile  | DNF        | DNF       |
| Adam Yates         | Corsa in linea maschile  | 6h06'33"   | 9º        |
| Simon Yates        | Corsa in linea maschile  | 6h09'04"   | 17º       |
| Elizabeth Deignan  | Corsa in linea femminile | 3h54'31"   | 11ª       |
| Anna Shackley      | Corsa in linea femminile | DNF        | DNF       |
| Tao Geoghegan Hart | Cronometro maschile      | 1h01'44"81 | 29º       |
| Geraint Thomas     | Cronometro maschile      | 57'46"61   | 12º       |
| Anna Shackley      | Cronometro femminile     | 34'13"60   | 18ª       |

### Ciclismo su pista
Velocità
| Atleta                             | Evento                      | Qualificazione     | Qualificazione | Round 1            | R1    | Round 2          | R2    | Round 3           | R3       | Quarti               | Semifinale                    | Finale / FB                      | Finale / FB |
| Atleta                             | Evento                      | Tempo Velocità     | Pos.           | Avversario Tempo   | Tempo | Avversario Tempo | Tempo | Avversario Tempo  | Tempo    | Avversario Risultato | Avversario Risultato          | Avversario Risultato             | Pos.        |
| ---------------------------------- | --------------------------- | ------------------ | -------------- | ------------------ | ----- | ---------------- | ----- | ----------------- | -------- | -------------------- | ----------------------------- | -------------------------------- | ----------- |
| Jack Carlin                        | Velocità maschile           | 9"306 77,369 km/h  | 3º Q           | Hart V 9"829       | Bye   | Sahrom V 9"884   | Bye   | Vigier V 9"963    | Bye      | Levy V 2–0           | Lavreysen P 0–2               | Dmitriev V 2–0                   |             |
| Jason Kenny                        | Velocità maschile           | 9"510 75,710 km/h  | 8º Q           | Awang V 9"791      | Bye   | Wakimoto V 9"916 | Bye   | Dmitriev P +0"076 | V 10"066 | Lavreysen P 0–2      | Non qualificato               | Finale 5º posto P +0"879         | 8º          |
| Katy Marchant                      | Velocità femminile          | 10"495 68,604 km/h | 8ª Q           | Kobayashi V 11"134 | Bye   | Lee V 10"970     | Bye   | Genest V 10"935   | Bye      | Lee P 0–2            | Non qualificata               | Finale 5º posto P +0"099         | 6ª          |
| Jack Carlin Jason Kenny Ryan Owens | Velocità a squadre maschile | 42"231 63,934 km/h | 2ª Q           | N.D.               | N.D.  | N.D.             | N.D.  | N.D.              | N.D.     | N.D.                 | Germania V 41"829 64,549 km/h | Paesi Bassi P 41"589 60,553 km/h |             |

Inseguimento
| Atleta                                                            | Evento                           | Quarti   | Quarti    | Semifinale           | Semifinale | Finale                              | Finale    |
| Atleta                                                            | Evento                           | Tempo    | Posizione | Avversario Risultato | Posizione  | Avversario Risultato                | Posizione |
| ----------------------------------------------------------------- | -------------------------------- | -------- | --------- | -------------------- | ---------- | ----------------------------------- | --------- |
| Ed Clancy Ethan Hayter Ethan Vernon Matthew Walls Oliver Wood     | Inseguimento a squadre maschile  | 3'47"507 | 4ª Q      | 4'28"489             | 8ª q7      | Finale 7º posto Svizzera V 3'45"636 | 7ª        |
| Katie Archibald Elinor Barker Neah Evans Laura Kenny Josie Knight | Inseguimento a squadre femminile | 4'09"022 | 2ª Q      | 4:06.748             | 2ª Q       | Germania P 4'10"607                 |           |

Keirin
| Atleta        | Evento           | Round 1   | Ripescaggio | Round 2   | Semifinale      | Finale / FB     |
| Atleta        | Evento           | Posizione | Posizione   | Posizione | Posizione       | Posizione       |
| ------------- | ---------------- | --------- | ----------- | --------- | --------------- | --------------- |
| Jack Carlin   | Keirin maschile  | 1º Q      | Bye         | 2º Q      | 4º qB           | 8º              |
| Jason Kenny   | Keirin maschile  | 4º R      | 1º Q        | 2º Q      | 1º Q            |                 |
| Katy Marchant | Keirin femminile | REL R     | 1ª Q        | 5ª        | Non qualificata | Non qualificata |

Omnium
| Atleta        | Evento           | Scratch   | Scratch | Corsa a tempo | Corsa a tempo | Corsa a eliminazione | Corsa a eliminazione | Corsa a punti | Corsa a punti | Totale | Totale    |
| Atleta        | Evento           | Posizione | Punti   | Posizione     | Punti         | Posizione            | Punti                | Posizione     | Punti         | Punti  | Posizione |
| ------------- | ---------------- | --------- | ------- | ------------- | ------------- | -------------------- | -------------------- | ------------- | ------------- | ------ | --------- |
| Matthew Walls | Omnium maschile  | 1º        | 40      | 3º            | 36            | 2º                   | 38                   | 2º            | 39            | 153    |           |
| Laura Kenny   | Omnium femminile | DNF       | 16      | 1ª            | 47            | 13ª                  | 16                   | 1ª            | 24            | 96     | 6ª        |

Americana
| Atleta                      | Evento              | Punti  | Punti | Posizione |
| Atleta                      | Evento              | Sprint | Giri  | Posizione |
| --------------------------- | ------------------- | ------ | ----- | --------- |
| Ethan Hayter Oliver Wood    | Americana maschile  | 40     | 0     |           |
| Katie Archibald Laura Kenny | Americana femminile | 58     | 20    |           |

### Mountain bike
| Atleta         | Evento                  | Tempo    | Posizione |
| -------------- | ----------------------- | -------- | --------- |
| Thomas Pidcock | Cross-country maschile  | 1h25'14" |           |
| Evie Richards  | Cross-country femminile | 1h19'09" | 7ª        |

### BMX
Corsa
| Atleta           | Evento          | Quarti | Quarti    | Semifinale | Semifinale | Finale | Finale    |
| Atleta           | Evento          | Punti  | Posizione | Punti      | Posizione  | Tempo  | Posizione |
| ---------------- | --------------- | ------ | --------- | ---------- | ---------- | ------ | --------- |
| Kye White        | Corsa maschile  | 9      | 2º Q      | 8          | 2º Q       | 39"167 |           |
| Bethany Shriever | Corsa femminile | 5      | 1ª Q      | 3          | 1ª Q       | 44"358 |           |

Freestyle
| Atleta                | Evento              | Qualificazioni | Qualificazioni | Qualificazioni | Qualificazioni | Finale  | Finale  | Finale   | Finale    |
| Atleta                | Evento              | Prova 1        | Prova 2        | Media          | Posizione      | Prova 1 | Prova 2 | Migliore | Posizione |
| --------------------- | ------------------- | -------------- | -------------- | -------------- | -------------- | ------- | ------- | -------- | --------- |
| Declan Brooks         | Freestyle maschile  | 74,30          | 79,20          | 76,75          | 7º             | 89,40   | 90,80   | 90,80    |           |
| Charlotte Worthington | Freestyle femminile | 81,80          | 81,20          | 81,50          | 4ª             | 38,60   | 97,50   | 97,50    |           |

## Equitazione

### Dressage
| Atleta                                       | Cavallo    | Evento      | Grand Prix | Grand Prix | Grand Prix Special | Grand Prix Special | Grand Prix Freestyle | Grand Prix Freestyle | Grand Prix Freestyle | Grand Prix Freestyle |
| Atleta                                       | Cavallo    | Evento      | Punteggio  | Classifica | Punteggio          | Classifica         | Tecnico              | Artistico            | Punteggio            | Classifica           |
| -------------------------------------------- | ---------- | ----------- | ---------- | ---------- | ------------------ | ------------------ | -------------------- | -------------------- | -------------------- | -------------------- |
| Charlotte Dujardin                           | Gio        | Individuale | 80,963     | 4ª Q       | N.D.               | N.D.               | 83,000               | 94,086               | 88,543               |                      |
| Charlotte Fry                                | Everdale   | Individuale | 77,096     | 8ª Q       | N.D.               | N.D.               | 75,714               | 85,514               | 80,614               | 13ª                  |
| Carl Hester                                  | En Vogue   | Individuale | 75,124     | 13º Q      | N.D.               | N.D.               | 77,750               | 85,886               | 81,818               | 8º                   |
| Charlotte Dujardin Charlotte Fry Carl Hester | Vedi sopra | Squadre     | 7508,5     | 2ª Q       | 7723,0             |                    | N.D.                 | N.D.                 | N.D.                 | N.D.                 |

### Concorso completo
| Atleta                                  | Cavallo          | Evento      | Dressage | Dressage | Cross-country | Cross-country | Cross-country | Salto ostacoli | Salto ostacoli | Salto ostacoli | Salto ostacoli | Salto ostacoli | Salto ostacoli | Totale   | Totale |
| Atleta                                  | Cavallo          | Evento      | Dressage | Dressage | Cross-country | Cross-country | Cross-country | Qualificazione | Qualificazione | Qualificazione | Finale         | Finale         | Finale         | Totale   | Totale |
| Atleta                                  | Cavallo          | Evento      | Penalità | Pos.     | Penalità      | Totale        | Pos.          | Penalità       | Totale         | Pos.           | Penalità       | Totale         | Pos.           | Penalità | Pos.   |
| --------------------------------------- | ---------------- | ----------- | -------- | -------- | ------------- | ------------- | ------------- | -------------- | -------------- | -------------- | -------------- | -------------- | -------------- | -------- | ------ |
| Laura Collett                           | London 52        | Individuale | 25,80    | 6ª       | 0,00          | 25,80         | 3ª            | 4,00           | 29,80          | 5ª Q           | 8,00           | 37,80          | 9ª             | 37,80    | 9ª     |
| Tom McEwen                              | Toledo de Kerser | Individuale | 28,90    | 12º      | 0,00          | 28,90         | 6º            | 0,00           | 28,90          | 3º Q           | 0,00           | 28,90          | 3º             | 28,90    |        |
| Oliver Townend                          | Ballaghmor Class | Individuale | 23,60    | 2º       | 0,00          | 23,60         | 1º            | 4,00           | 27,60          | 2º Q           | 4,80           | 32,40          | 5º             | 32,40    | 5º     |
| Laura Collett Tom McEwen Oliver Townend | Vedi sopra       | Squadre     | 78,30    | 1ª       | 0,00          | 78,30         | 1ª            | 8,00           | 86,30          | 1ª             | N.D.           | N.D.           | N.D.           | 86,30    |        |

### Salto ostacoli
| Atleta                              | Cavallo         | Evento      | Qualificazione | Qualificazione | Finale   | Finale | Jump-off        | Jump-off        |
| Atleta                              | Cavallo         | Evento      | Penalità       | Pos.           | Penalità | Pos.   | Penalità        | Pos.            |
| ----------------------------------- | --------------- | ----------- | -------------- | -------------- | -------- | ------ | --------------- | --------------- |
| Scott Brash                         | Hello Jefferson | Individuale | 0,00           | 1º Q           | 1,00     | 7º     | Non qualificato | Non qualificato |
| Harry Charles                       | Romeo 88        | Individuale | 0,00           | 1º Q           | R        | R      | Non qualificato | Non qualificato |
| Ben Maher                           | Explosion W     | Individuale | 0,00           | 1º Q           | 0,00     | 1º Q   | 0,00            |                 |
| Scott Brash Harry Charles Ben Maher | Vedi sopra      | Squadre     | 20,00          | 7ª Q           | DNF      | DNF    | Non qualificata | Non qualificata |

## Ginnastica

### Ginnastica artistica

#### Uomini
| Atleta               | Evento               | Qualificazione                               | Qualificazione                               | Qualificazione                               | Qualificazione                               | Qualificazione                               | Qualificazione                               | Qualificazione                               | Qualificazione                               | Finale   | Finale   | Finale   | Finale   | Finale   | Finale   | Finale  | Finale |
| Atleta               | Evento               | Attrezzo                                     | Attrezzo                                     | Attrezzo                                     | Attrezzo                                     | Attrezzo                                     | Attrezzo                                     | Totale                                       | Pos.                                         | Attrezzo | Attrezzo | Attrezzo | Attrezzo | Attrezzo | Attrezzo | Totale  | Pos.   |
| Atleta               | Evento               | CL                                           | C                                            | A                                            | V                                            | P                                            | S                                            | Totale                                       | Pos.                                         | CL       | C        | A        | V        | P        | S        | Totale  | Pos.   |
| -------------------- | -------------------- | -------------------------------------------- | -------------------------------------------- | -------------------------------------------- | -------------------------------------------- | -------------------------------------------- | -------------------------------------------- | -------------------------------------------- | -------------------------------------------- | -------- | -------- | -------- | -------- | -------- | -------- | ------- | ------ |
| Joe Fraser           | Concorso a squadre   | 14.066                                       | 14.666                                       | 14.400                                       | 13.833                                       | 15.400 Q                                     | 13.933                                       | 86.298                                       | 5º Q                                         | 13.866   | 14.666   | 14.500   | 14.133   | 14.666   | 14.333   | N.D.    | N.D.   |
| James Hall           | Concorso a squadre   | 13.866                                       | 14.100                                       | 13.733                                       | 14.333                                       | 14.333                                       | 14.066                                       | 84.431                                       | 16º Q                                        | 14.033   | 14.000   | 13.600   | 14.233   | 13.100   | 14.200   | N.D.    | N.D.   |
| Giarnni Regini-Moran | Concorso a squadre   | 14.666                                       | 12.166                                       | 13.366                                       | 14.600                                       | 14.933                                       | 13.100                                       | 82.831                                       | 23º                                          | 14.533   | N.D.     | 13.733   | 14.666   | 15.166   | N.D.     | N.D.    | N.D.   |
| Max Whitlock         | Concorso a squadre   | N.D.                                         | 14.900 Q                                     | N.D.                                         | N.D.                                         | 14.100                                       | 13.400                                       | 42.400                                       | N.D.                                         | N.D.     | 14.966   | N.D.     | N.D.     | N.D.     | 13.366   | N.D.    | N.D.   |
| Totale squadra       | Concorso a squadre   | 42.598                                       | 43.666                                       | 41.499                                       | 42.766                                       | 44.666                                       | 41.399                                       | 256.594                                      | 5ª Q                                         | 42.432   | 43.632   | 41.833   | 43.032   | 42.932   | 41.899   | 255.760 | 5ª     |
| Joe Fraser           | Concorso individuale | Vedi sopra qualificazioni concorso a squadre | Vedi sopra qualificazioni concorso a squadre | Vedi sopra qualificazioni concorso a squadre | Vedi sopra qualificazioni concorso a squadre | Vedi sopra qualificazioni concorso a squadre | Vedi sopra qualificazioni concorso a squadre | Vedi sopra qualificazioni concorso a squadre | Vedi sopra qualificazioni concorso a squadre | 14.100   | 13.300   | 14.433   | 13.133   | 15.133   | 14.400   | 84.499  | 9º     |
| James Hall           | Concorso individuale | Vedi sopra qualificazioni concorso a squadre | Vedi sopra qualificazioni concorso a squadre | Vedi sopra qualificazioni concorso a squadre | Vedi sopra qualificazioni concorso a squadre | Vedi sopra qualificazioni concorso a squadre | Vedi sopra qualificazioni concorso a squadre | Vedi sopra qualificazioni concorso a squadre | Vedi sopra qualificazioni concorso a squadre | 14.466   | 13.433   | 13.966   | 14.300   | 14.433   | 14.000   | 84.598  | 8º     |
| Max Whitlock         | Cavallo              | N.D.                                         | 14.900                                       | N.D.                                         | N.D.                                         | N.D.                                         | N.D.                                         | N.D.                                         | 5º Q                                         | N.D.     | 15.583   | N.D.     | N.D.     | N.D.     | N.D.     | N.D.    |        |
| Joe Fraser           | Parallele            | N.D.                                         | N.D.                                         | N.D.                                         | N.D.                                         | N.D.                                         | 15.400                                       | N.D.                                         | 7º Q                                         | N.D.     | N.D.     | N.D.     | N.D.     | N.D.     | 14.500   | N.D.    | 8º     |

#### Donne
| Atleta            | Evento               | Qualificazione                               | Qualificazione                               | Qualificazione                               | Qualificazione                               | Qualificazione                               | Qualificazione                               | Finale   | Finale   | Finale   | Finale   | Finale  | Finale |
| Atleta            | Evento               | Attrezzo                                     | Attrezzo                                     | Attrezzo                                     | Attrezzo                                     | Totale                                       | Pos.                                         | Attrezzo | Attrezzo | Attrezzo | Attrezzo | Totale  | Pos.   |
| Atleta            | Evento               | CL                                           | V                                            | T                                            | P                                            | Totale                                       | Pos.                                         | CL       | V        | T        | P        | Totale  | Pos.   |
| ----------------- | -------------------- | -------------------------------------------- | -------------------------------------------- | -------------------------------------------- | -------------------------------------------- | -------------------------------------------- | -------------------------------------------- | -------- | -------- | -------- | -------- | ------- | ------ |
| Jennifer Gadirova | Concorso a squadre   | 13.800 R                                     | 14.533                                       | 13.300                                       | 13.066                                       | 54.699                                       | 17ª Q                                        | 13.700   | 14.433   | 13.300   | N.D.     | N.D.    | N.D.   |
| Jessica Gadirova  | Concorso a squadre   | 14.033 Q                                     | 14.500                                       | 12.866                                       | 13.800                                       | 55.199                                       | 12ª Q                                        | 13.833   | 14.433   | N.D.     | 13.566   | N.D.    | N.D.   |
| Alice Kinsella    | Concorso a squadre   | 12.766                                       | 14.166                                       | 12.100                                       | 12.633                                       | 51.665                                       | 48ª                                          | 12.800   | 14.266   | 13.333   | 14.166   | N.D.    | N.D.   |
| Amelie Morgan     | Concorso a squadre   | 12.466                                       | 13.858                                       | 13.033                                       | 13.833                                       | 53.190                                       | 33ª                                          | N.D.     | N.D.     | 12.233   | 14.033   | N.D.    | N.D.   |
| Totale squadra    | Concorso a squadre   | 40.599                                       | 43.199                                       | 39.199                                       | 40.699                                       | 163.396                                      | 6ª 'Q                                        | 40.333   | 43.132   | 38.866   | 41.765   | 164.096 |        |
| Jessica Gadirova  | Concorso individuale | Vedi sopra qualificazioni concorso a squadre | Vedi sopra qualificazioni concorso a squadre | Vedi sopra qualificazioni concorso a squadre | Vedi sopra qualificazioni concorso a squadre | Vedi sopra qualificazioni concorso a squadre | Vedi sopra qualificazioni concorso a squadre | 13.700   | 14.566   | 12.033   | 13.666   | 53.965  | 10ª    |
| Jennifer Gadirova | Concorso individuale | Vedi sopra qualificazioni concorso a squadre | Vedi sopra qualificazioni concorso a squadre | Vedi sopra qualificazioni concorso a squadre | Vedi sopra qualificazioni concorso a squadre | Vedi sopra qualificazioni concorso a squadre | Vedi sopra qualificazioni concorso a squadre | 13.800   | 13.800   | 12.400   | 12.933   | 53.533  | 13ª    |
| Jessica Gadirova  | Corpo libero         | 14.033                                       | N.D.                                         | N.D.                                         | N.D.                                         | N.D.                                         | 5ª Q                                         | 14.000   | N.D.     | N.D.     | N.D.     | N.D.    | 6ª     |
| Jennifer Gadirova | Corpo libero         | 13.800                                       | N.D.                                         | N.D.                                         | N.D.                                         | N.D.                                         | 9ª R                                         | 13.233   | N.D.     | N.D.     | N.D.     | N.D.    | 7ª     |

### Trampolino elastico
| Atleta          | Evento               | Qualificazione | Qualificazione | Finale          | Finale          |
| Atleta          | Evento               | Punti          | Posizione      | Punti           | Posizione       |
| --------------- | -------------------- | -------------- | -------------- | --------------- | --------------- |
| Laura Gallagher | Trampolino femminile | 53.335         | 15ª            | Non qualificata | Non qualificata |
| Bryony Page     | Trampolino femminile | 104.660        | 3ª Q           | 55.735          |                 |

## Golf
| Atleta             | Torneo    | Round 1   | Round 2   | Round 3   | Round 4   | Totale    | Totale | Totale    |
| Atleta             | Torneo    | Punteggio | Punteggio | Punteggio | Punteggio | Punteggio | Par    | Posizione |
| ------------------ | --------- | --------- | --------- | --------- | --------- | --------- | ------ | --------- |
| Paul Casey         | Maschile  | 67        | 68        | 66        | 68        | 269       | −15    | 4º        |
| Tommy Fleetwood    | Maschile  | 70        | 69        | 64        | 70        | 273       | −11    | 16º       |
| Jodi Ewart Shadoff | Femminile | 74        | 68        | 70        | 72        | 284       | E      | 40ª       |
| Mel Reid           | Femminile | 73        | 75        | 76        | 68        | 292       | +8     | 55ª       |

## Hockey su prato
| Squadra             | Torneo    | Girone               | Girone               | Girone               | Girone               | Girone               | Girone | Quarti               | Semifinali           | Finale / FB          | Pos. |
| Squadra             | Torneo    | Avversario Punteggio | Avversario Punteggio | Avversario Punteggio | Avversario Punteggio | Avversario Punteggio | Pos.   | Avversario Punteggio | Avversario Punteggio | Avversario Punteggio | Pos. |
| ------------------- | --------- | -------------------- | -------------------- | -------------------- | -------------------- | -------------------- | ------ | -------------------- | -------------------- | -------------------- | ---- |
| Nazionale maschile  | Maschile  | Sudafrica V 3–1      | Canada V 3–1         | Germania P 1–5       | Paesi Bassi N 2–2    | Belgio N 2–2         | 3ª Q   | India P 1–3          | Non qualificata      | Non qualificata      | 5ª   |
| Nazionale femminile | Femminile | Germania P 1–2       | Sudafrica V 4–1      | India V 4–1          | Paesi Bassi P 0–1    | Irlanda V 2–1        | 3ª Q   | Spagna V 2–2 (2–0)   | Paesi Bassi P 1–5    | India V 4–3          |      |

## Judo
| Atleta          | Evento           | 16-esimi              | Ottavi               | Quarti               | Semifinali           | Ripescaggio          | Finale / FB          | Pos.            |
| Atleta          | Evento           | Avversario Punteggio  | Avversario Punteggio | Avversario Punteggio | Avversario Punteggio | Avversario Punteggio | Avversario Punteggio | Pos.            |
| --------------- | ---------------- | --------------------- | -------------------- | -------------------- | -------------------- | -------------------- | -------------------- | --------------- |
| Ashley McKenzie | 60 kg maschile   | Huseynov P 0s1–1s1    | Non qualificato      | Non qualificato      | Non qualificato      | Non qualificato      | Non qualificato      | Non qualificato |
| Chelsie Giles   | 52 kg femminile  | Rexhepi V 011–000     | Iraoui V 010–000     | Abe P 000–011        | N.D.                 | Van Snick V 101–000  | Kocher V 100–000     |                 |
| Lucy Renshall   | 63 kg femminile  | Tashiro P 0s2–1       | Non qualificata      | Non qualificata      | Non qualificata      | Non qualificata      | Non qualificata      | Non qualificata |
| Gemma Howell    | 70 kg femminile  | Pérez P 00-10         | Non qualificata      | Non qualificata      | Non qualificata      | Non qualificata      | Non qualificata      | Non qualificata |
| Natalie Powell  | 78 kg femminile  | Bye                   | Yoon P 00-11         | Non qualificata      | Non qualificata      | Non qualificata      | Non qualificata      | Non qualificata |
| Sarah Adlington | +78 kg femminile | Cheikh Rouhou P 00-10 | Non qualificata      | Non qualificata      | Non qualificata      | Non qualificata      | Non qualificata      | Non qualificata |

## Nuoto

### Uomini
| Atleta                                                                          | Evento               | Batterie | Batterie  | Semifinali      | Semifinali      | Finale          | Finale          |
| Atleta                                                                          | Evento               | Tempo    | Posizione | Tempo           | Posizione       | Tempo           | Posizione       |
| ------------------------------------------------------------------------------- | -------------------- | -------- | --------- | --------------- | --------------- | --------------- | --------------- |
| Benjamin Proud                                                                  | 50 m stile libero    | 21"93    | 13º Q     | 21"67           | 5º Q            | 21"72           | 5º              |
| Matthew Richards                                                                | 100 m stile libero   | DNS      | DNS       | Non qualificato | Non qualificato | Non qualificato | Non qualificato |
| Jacob Whittle                                                                   | 100 m stile libero   | 48"44    | 16º Q     | 48"11           | 13º             | Non qualificato | Non qualificato |
| Thomas Dean                                                                     | 200 m stile libero   | 1'45"24  | 3º Q      | 1'45"34         | 4º Q            | 1'44"22         |                 |
| Duncan Scott                                                                    | 200 m stile libero   | 1'45"37  | 5º Q      | 1'44"60         | 1º Q            | 1'44"26         |                 |
| Kieran Bird                                                                     | 400 m stile libero   | 3'48"50  | 20º       | N.D.            | N.D.            | Non qualificato | Non qualificato |
| Kieran Bird                                                                     | 800 m stile libero   | 7'57"53  | 25º       | N.D.            | N.D.            | Non qualificato | Non qualificato |
| Daniel Jervis                                                                   | 1500 m stile libero  | 14'50"22 | 5º Q      | N.D.            | N.D.            | 14'55"48        | 5º              |
| Luke Greenbank                                                                  | 100 m dorso          | 53"79    | 17º       | Non qualificato | Non qualificato | Non qualificato | Non qualificato |
| Luke Greenbank                                                                  | 200 m dorso          | 1'54"63  | 1º Q      | 1'54"98         | 2º Q            | 1'54"72         |                 |
| Brodie Williams                                                                 | 200 m dorso          | 1'57"48  | 12º Q     | 1'57"73         | 15º             | Non qualificato | Non qualificato |
| Adam Peaty                                                                      | 100 m rana           | 57"56    | 1º Q      | 57"63           | 1º Q            | 57"37           |                 |
| James Wilby                                                                     | 100 m rana           | 58"99    | 6º Q      | 59"00           | 6º Q            | 58"96           | 5º              |
| Ross Murdoch                                                                    | 200 m rana           | 2'09"95  | 16º Q     | 2'09"97         | 12º             | Non qualificato | Non qualificato |
| James Wilby                                                                     | 200 m rana           | 2'09"70  | 15º Q     | 2'07"91         | 2º Q            | 2'08"19         | 6º              |
| James Guy                                                                       | 100 m farfalla       | DNS      | DNS       | Non qualificato | Non qualificato | Non qualificato | Non qualificato |
| Jacob Peters                                                                    | 100 m farfalla       | 52"07    | 24º       | Non qualificato | Non qualificato | Non qualificato | Non qualificato |
| Joe Litchfield                                                                  | 200 m misti          | 2'00"11  | 34        | Non qualificato | Non qualificato | Non qualificato | Non qualificato |
| Duncan Scott                                                                    | 200 m misti          | 1'57"39  | 5º Q      | 1'56"69         | 2º Q            | 1'55"28         |                 |
| Max Litchfield                                                                  | 400 m misti          | 4'10"20  | 8º Q      | N.D.            | N.D.            | 4'10"58         | 4º              |
| Brodie Williams                                                                 | 400 m misti          | 4'17"27  | 21º       | N.D.            | N.D.            | Non qualificato | Non qualificato |
| Thomas Dean James Guy Matthew Richards Duncan Scott Jacob Whittle               | 4×100 m stile libero | 3'13"17  | 9ª        | N.D.            | N.D.            | Non qualificata | Non qualificata |
| Thomas Dean James Guy Calum Jarvis Joe Litchfield Matthew Richards Duncan Scott | 4×200 m stile libero | 7'03"25  | 1ª Q      | N.D.            | N.D.            | 6'58"58         |                 |
| Luke Greenbank James Guy Joe Litchfield Adam Peaty Duncan Scott James Wilby     | 4×100 m misti        | 3'31"47  | 2ª Q      | N.D.            | N.D.            | 3'27"51         |                 |
| Hector Pardoe                                                                   | Maratona 10 km       | N.D.     | N.D.      | N.D.            | N.D.            | DNF             | DNF             |

### Donne
| Atleta | Evento               | Batterie | Batterie  | Semifinali      | Semifinali      | Finale          | Finale          |
| Atleta | Evento               | Tempo    | Posizione | Tempo           | Posizione       | Tempo           | Posizione       |
| --- | -------------------- | -------- | --------- | --------------- | --------------- | --------------- | --------------- |
| Anna Hopkin                                                                                                   | 50 m stile libero    | DNS      | DNS       | Non qualificata | Non qualificata | Non qualificata | Non qualificata |
| Freya Anderson                                                                                                | 100 m stile libero   | 53"61    | 14ª Q     | 53"53           | 11ª             | Non qualificata | Non qualificata |
| Anna Hopkin                                                                                                   | 100 m stile libero   | 52"75    | 3ª Q      | 53"11           | 8ª Q            | 53"23           | 8ª              |
| Freya Anderson                                                                                                | 200 m stile libero   | 1'56"96  | 11ª Q     | 1'57"10         | 12ª             | Non qualificata | Non qualificata |
| Kathleen Dawson                                                                                               | 100 m dorso          | 58"69    | 4ª Q      | 58"56           | 5ª Q            | 58"70           | 6ª              |
| Cassie Wild                                                                                                   | 100 m dorso          | 59"99    | 14ª Q     | 1'00"20         | 14ª             | Non qualificata | Non qualificata |
| Cassie Wild                                                                                                   | 200 m dorso          | 2'12"93  | 21ª       | Non qualificata | Non qualificata | Non qualificata | Non qualificata |
| Sarah Vasey                                                                                                   | 100 m rana           | 1'06"61  | 11ª Q     | 1'06"87         | 11ª             | Non qualificata | Non qualificata |
| Molly Renshaw                                                                                                 | 200 m rana           | 2'22"99  | 6ª Q      | 2'22"70         | 7ª Q            | 2'22"65         | 6ª              |
| Abbie Wood | 200 m rana           | 2'24"13  | 15ª Q     | 2'22"35         | 6ª Q            | 2'23"72         | 7ª              |
| Harriet Jones                                                                                                 | 100 m farfalla       | 58"73    | 21ª       | Non qualificata | Non qualificata | Non qualificata | Non qualificata |
| Laura Stephens                                                                                                | 200 m farfalla       | 2'09"00  | 7ª Q      | 2'09"49         | 10ª             | Non qualificata | Non qualificata |
| Alys Thomas                                                                                                   | 200 m farfalla       | 2'09"06  | 8ª Q      | 2'09"07         | 8ª Q            | 2'07"90         | 7ª              |
| Alicia Wilson                                                                                                 | 200 m misti          | 2'10"39  | 9ª Q      | 2'10"59         | 8ª Q            | 2'12"86         | 8ª              |
| Abbie Wood | 200 m misti          | 2'09"94  | 3ª Q      | 2'09"56         | 2ª Q            | 2'09"15         | 4ª              |
| Aimee Willmott                                                                                                | 400 m misti          | 4'35"28  | 2ª Q      | N.D.            | N.D.            | 4'38"30         | 7ª              |
| Freya Anderson Lucy Hope Anna Hopkin Abbie Wood                                                               | 4×100 m stile libero | 3'34"03  | 4ª Q      | N.D.            | N.D.            | 3'33"96         | 5ª              |
| Freya Anderson Kathleen Dawson Anna Hopkin Harriet Jones Molly Renshaw Laura Stephens Sarah Vasey Cassie Wild | 4×100 m misti        | 3:58.12  | 9ª        | N.D.            | N.D.            | Non qualificata | Non qualificata |
| Alice Dearing                                                                                                 | Maratona 10 km       | N.D.     | N.D.      | N.D.            | N.D.            | 2h05'03"2       | 19ª             |

### Misto
| Atleta                                                          | Evento        | Batterie | Batterie  | Finale  | Finale    |
| Atleta                                                          | Evento        | Tempo    | Posizione | Tempo   | Posizione |
| --------------------------------------------------------------- | ------------- | -------- | --------- | ------- | --------- |
| Freya Anderson Kathleen Dawson Anna Hopkin James Guy Adam Peaty | 4×100 m misti | 3'38"75  | 1ª Q      | 3'37"58 |           |

## Nuoto artistico
| Atleta                        | Evento | Programma tecnico | Programma tecnico | Programma libero (preliminari) | Programma libero (preliminari) | Programma libero (preliminari) | Programma libero (finale) | Programma libero (finale) | Programma libero (finale) |
| Atleta                        | Evento | Punti             | Classifica        | Punti                          | Punti totali                   | Classifica                     | Punti                     | Punti totali              | Classifica                |
| ----------------------------- | ------ | ----------------- | ----------------- | ------------------------------ | ------------------------------ | ------------------------------ | ------------------------- | ------------------------- | ------------------------- |
| Kate Shortman Isabelle Thorpe | Duo    | 85,1548           | 15ª               | 84,7333                        | 169,8881                       | 14ª                            | Non qualificate           | Non qualificate           | Non qualificate           |

## Pentathlon moderno
| Atleta        | Evento         | Scherma   | Scherma | Scherma | Nuoto   | Nuoto | Nuoto | Equitazione | Equitazione | Equitazione | Combinato (corsa e pistola) | Combinato (corsa e pistola) | Combinato (corsa e pistola) | Totale | Posizione finale |
| Atleta        | Evento         | Risultati | Pos.    | Punti   | Tempo   | Pos.  | Punti | Penalità    | Pos.        | Punti       | Tempo                       | Pos.                        | Punti                       | Totale | Posizione finale |
| ------------- | -------------- | --------- | ------- | ------- | ------- | ----- | ----- | ----------- | ----------- | ----------- | --------------------------- | --------------------------- | --------------------------- | ------ | ---------------- |
| Joseph Choong | Gara maschile  | 25+2      | 1º      | 252     | 1'54"87 | 3º    | 321   | 14,00       | 14º         | 286         | 11'17"53                    | 15º                         | 623                         | 1482   |                  |
| Jamie Cooke   | Gara maschile  | 18+0      | 16º     | 208     | 1'53"80 | 2º    | 323   | 7,00        | 8º          | 293         | 11'12"30                    | 14º                         | 628                         | 1452   | 9º               |
| Kate French   | Gara femminile | 20+1      | 7ª      | 221     | 2'10"18 | 8ª    | 290   | 6,00        | 4ª          | 294         | 12'00"34                    | 5ª                          | 580                         | 1385   |                  |
| Jo Muir       | Gara femminile | 13+1      | 33ª     | 179     | 2'14"52 | 15ª   | 281   | 7,00        | 7ª          | 293         | 12'15"13                    | 9ª                          | 565                         | 1318   | 14ª              |

## Pugilato

### Uomini
| Atleta             | Evento            | 16-esimi             | Ottavi               | Quarti               | Semifinali           | Finale               | Pos.            |
| Atleta             | Evento            | Avversario Punteggio | Avversario Punteggio | Avversario Punteggio | Avversario Punteggio | Avversario Punteggio | Pos.            |
| ------------------ | ----------------- | -------------------- | -------------------- | -------------------- | -------------------- | -------------------- | --------------- |
| Galal Yafai        | Pesi mosca        | Soghomonyan V RSC    | Chinyemba V 3–2      | Veitía V 4–1         | Bibossinov V 3–2     | Paalam V 4–1         |                 |
| Peter McGrail      | Pesi piuma        | Butdee P 0–5         | Non qualificato      | Non qualificato      | Non qualificato      | Non qualificato      | Non qualificato |
| Luke McCormack     | Pesi leggeri      | Kaushik V 4–1        | Cruz P 0–5           | Non qualificato      | Non qualificato      | Non qualificato      | Non qualificato |
| Pat McCormack      | Pesi welter       | Bye                  | Radzionau V 5–0      | Baturov V 4–1        | Walsh V WO           | Iglesias P 0–5       |                 |
| Benjamin Whittaker | Pesi mediomassimi | Vivas V 4–1          | Oraby V 5–0          | Machado V 3–2        | Khataev V 4–1        | López P 1–4          |                 |
| Cheavon Clarke     | Pesi massimi      | Bye                  | Teixeira P 1–4       | Non qualificato      | Non qualificato      | Non qualificato      | Non qualificato |
| Frazer Clarke      | Pesi supermassimi | Bye                  | Rogava V 4–1         | Aliev V DSQ          | Jalolov P RSC-I      | Non qualificato      |                 |

### Donne
| Atleta              | Evento       | 16-esimi             | Ottavi               | Quarti               | Semifinali           | Finale               | Pos.            |
| Atleta              | Evento       | Avversario Punteggio | Avversario Punteggio | Avversario Punteggio | Avversario Punteggio | Avversario Punteggio | Pos.            |
| ------------------- | ------------ | -------------------- | -------------------- | -------------------- | -------------------- | -------------------- | --------------- |
| Charley Davison     | Pesi mosca   | Cheddar V 5–0        | Chang P 0–5          | Non qualificata      | Non qualificata      | Non qualificata      | Non qualificata |
| Karriss Artingstall | Pesi piuma   | Kenosi V 5–0         | Romeu V 5–0          | Nicolson V 3–2       | Irie P 2–3           | Non qualificata      |                 |
| Caroline Dubois     | Pesi leggeri | Sadika V 5–0         | Ellis V 3–0          | Seesondee P 2–3      | Non qualificata      | Non qualificata      | Non qualificata |
| Lauren Price        | Pesi medi    | N.D.                 | Munkhbat V 5–0       | Bylon V 5–0          | Fontijn V 3-2        | Li V 5–0             |                 |

## Rugby a 7
| Squadra             | Torneo    | Girone               | Girone                | Girone               | Girone | Quarti               | Semifinale           | Finale / FB          | Pos. |
| Squadra             | Torneo    | Avversario Punteggio | Avversario Punteggio  | Avversario Punteggio | Pos.   | Avversario Punteggio | Avversario Punteggio | Avversario Punteggio | Pos. |
| ------------------- | --------- | -------------------- | --------------------- | -------------------- | ------ | -------------------- | -------------------- | -------------------- | ---- |
| Nazionale maschile  | Maschile  | Canada V 24–0        | Giappone V 34–0       | Figi P 7–33          | 2ª Q   | Stati Uniti V 26–21  | Nuova Zelanda P 7–29 | Argentina P 12–17    | 4ª   |
| Nazionale femminile | Femminile | ROC V 14–12          | Nuova Zelanda P 21–26 | Kenya V 29–7         | 2ª Q   | Stati Uniti V 21–12  | Francia P 19–26      | Figi P 12–21         | 4ª   |

## Scherma
| Atleta          | Evento            | 32-esimi             | 16-esimi             | Ottavi               | Quarti               | Semifinali           | Finale               | Pos.            |
| Atleta          | Evento            | Avversario Punteggio | Avversario Punteggio | Avversario Punteggio | Avversario Punteggio | Avversario Punteggio | Avversario Punteggio | Pos.            |
| --------------- | ----------------- | -------------------- | -------------------- | -------------------- | -------------------- | -------------------- | -------------------- | --------------- |
| Marcus Mepstead | Fioretto maschile | Bye                  | Hamza P 13–15        | Non qualificato      | Non qualificato      | Non qualificato      | Non qualificato      | Non qualificato |

## Skateboard
| Atleta          | Evento         | Qualificazione | Qualificazione | Finale          | Finale          |
| Atleta          | Evento         | Punteggio      | Pos.           | Punteggio       | Pos.            |
| --------------- | -------------- | -------------- | -------------- | --------------- | --------------- |
| Sky Brown       | Park femminile | 57,40          | 2ª Q           | 56,47           |                 |
| Bombette Martin | Park femminile | 16,21          | 18ª            | Non qualificata | Non qualificata |

## Sollevamento pesi
| Atleta         | Evento           | Strappo   | Strappo    | Slancio   | Slancio    | Totale | Classifica |
| Atleta         | Evento           | Risultato | Classifica | Risultato | Classifica | Totale | Classifica |
| -------------- | ---------------- | --------- | ---------- | --------- | ---------- | ------ | ---------- |
| Zoe Smith      | 59 kg femminile  | 87        | 10ª        | 113       | 7ª         | 200    | 8ª         |
| Sarah Davies   | 64 kg femminile  | 100       | 7ª         | 127       | 4ª         | 227    | 4ª         |
| Emily Muskett  | 76 kg femminile  | 98        | 9ª         | 124       | 7ª         | 222    | 7ª         |
| Emily Campbell | +87 kg femminile | 128       | 4ª         | 154       | 2ª         | 282    |            |

## Taekwondo
| Atleta          | Evento           | Qualificazioni       | Ottavi               | Quarti               | Semifinali           | Ripescaggio          | Finale / FB          | Pos.            |
| Atleta          | Evento           | Avversario Punteggio | Avversario Punteggio | Avversario Punteggio | Avversario Punteggio | Avversario Punteggio | Avversario Punteggio | Pos.            |
| --------------- | ---------------- | -------------------- | -------------------- | -------------------- | -------------------- | -------------------- | -------------------- | --------------- |
| Bradly Sinden   | 68 kg maschile   | Bye                  | Burns V 53–8         | Reçber V 39–19       | Zhao V 33–25         | Bye                  | Rashitov P 29–34     |                 |
| Mahama Cho      | +80 kg maschile  | N.D.                 | Sun P 4–7            | Non qualificato      | Non qualificato      | Non qualificato      | Non qualificato      | Non qualificato |
| Jade Jones      | 57 kg femminile  | Bye                  | Alizadeh P 29–34     | Non qualificata      | Non qualificata      | Non qualificata      | Non qualificata      | Non qualificata |
| Lauren Williams | 67 kg femminile  | N.D.                 | Paseka V RSC         | Malak V 15–12        | Gbagbi V 24–18       | Bye                  | Jelić P 22–25        |                 |
| Bianca Walkden  | +67 kg femminile | N.D.                 | Bye                  | Deniz V 17–7         | Lee P 24–25          | Bye                  | Kowalczuk V 10–7     |                 |

## Tennis
| Atleta                    | Evento              | 32-esimi                         | 16-esimi                                    | Ottavi                             | Quarti                                | Semifinali           | Finale               | Pos.            |                 |                 |
| Atleta                    | Evento              | Avversario Punteggio             | Avversario Punteggio                        | Avversario Punteggio               | Avversario Punteggio                  | Avversario Punteggio | Avversario Punteggio | Pos.            |                 |                 |
| ------------------------- | ------------------- | -------------------------------- | ------------------------------------------- | ---------------------------------- | ------------------------------------- | -------------------- | -------------------- | --------------- | --------------- | --------------- |
| Liam Broady               | Singolare maschile  | Cerúndolo V (7–5, 6–7(4–7), 6–2) | Hurkacz V (7–5, 3–6, 6–3)                   | Chardy P (6–7(3–7), 6–4, 1–6)      | Non qualificato                       | Non qualificato      | Non qualificato      | Non qualificato |                 |                 |
| Heather Watson            | Singolare femminile | Friedsam P (6–7(5–7), 3–6)       | Non qualificata                             | Non qualificata                    | Non qualificata                       | Non qualificata      | Non qualificata      | Non qualificata |                 |                 |
| Andy Murray Joe Salisbury | Doppio maschile     | N.D.                             | Herbert / Mahut V (6–3, 6–2)                | Krawietz / Pütz V (6–2, 7–6(7–2))  | Čilić / Dodig P (6–4, 6–7(2–7), 7–10) | Non qualificati      | Non qualificati      | Non qualificati |                 |                 |
| Jamie Murray Neal Skupski | Doppio maschile     | N.D.                             | Molteni / Zeballos V (6–7(3–7), 6–4, 13–11) | McLachlan / Nishikori P (3–6, 4–6) | Non qualificati                       | Non qualificati      | Non qualificati      | Non qualificati | Non qualificati | Non qualificati |

## Tennistavolo
| Atleta         | Evento            | Preliminari          | Round 1              | Round 2              | Round 3              | Ottavi               | Quarti               | Semifinali           | Finale               | Finale          |
| Atleta         | Evento            | Avversario Punteggio | Avversario Punteggio | Avversario Punteggio | Avversario Punteggio | Avversario Punteggio | Avversario Punteggio | Avversario Punteggio | Avversario Punteggio | Pos.            |
| -------------- | ----------------- | -------------------- | -------------------- | -------------------- | -------------------- | -------------------- | -------------------- | -------------------- | -------------------- | --------------- |
| Liam Pitchford | Singolo maschile  | Bye                  | Bye                  | Bye                  | Jorgić P 2–4         | Non qualificato      | Non qualificato      | Non qualificato      | Non qualificato      | Non qualificato |
| Paul Drinkhall | Singolo maschile  | Bye                  | Alamian V 4–1        | Gardos V 4–1         | Jang P 1–4           | Non qualificato      | Non qualificato      | Non qualificato      | Non qualificato      | Non qualificato |
| Tin-Tin Ho     | Singolo femminile | Bye                  | Batra P 1–4          | Non qualificata      | Non qualificata      | Non qualificata      | Non qualificata      | Non qualificata      | Non qualificata      | Non qualificata |

## Tiro a segno/volo
| Atleta                               | Evento                                 | Qualificazione                 | Qualificazione                 | Finale                         | Finale                         |
| Atleta                               | Evento                                 | Punteggio                      | Classifica                     | Punteggio                      | Classifica                     |
| ------------------------------------ | -------------------------------------- | ------------------------------ | ------------------------------ | ------------------------------ | ------------------------------ |
| Seonaid McIntosh                     | Carabina 10 m aria compressa femminile | 627,2                          | 12ª                            | Non qualificata                | Non qualificata                |
| Seonaid McIntosh                     | Carabina 50 m 3 posizioni femminile    | 1167                           | 14ª                            | Non qualificata                | Non qualificata                |
| Matthew Coward-Holley                | Trap maschile                          | 123                            | 2º Q                           | 33                             |                                |
| Aaron Heading                        | Trap maschile                          | 119                            | 23º                            | Non qualificato                | Non qualificato                |
| Kirsty Hegarty                       | Trap femminile                         | 116                            | 16ª                            | Non qualificata                | Non qualificata                |
| Matthew Coward-Holley Kirsty Hegarty | Trap a squadre miste                   | 143                            | 10ª                            | Non qualificata                | Non qualificata                |
| Amber Hill                           | Skeet femminile                        | DNS per positività al COVID-19 | DNS per positività al COVID-19 | DNS per positività al COVID-19 | DNS per positività al COVID-19 |

## Tiro con l'arco
| Atleta                                    | Evento                | Classificazione | Classificazione | 32-esimi             | 16-esimi             | Ottavi               | Quarti               | Semifinali           | Finale               | Pos.            |
| Atleta                                    | Evento                | Punteggio       | Pos.            | Avversario Punteggio | Avversario Punteggio | Avversario Punteggio | Avversario Punteggio | Avversario Punteggio | Avversario Punteggio | Pos.            |
| ----------------------------------------- | --------------------- | --------------- | --------------- | -------------------- | -------------------- | -------------------- | -------------------- | -------------------- | -------------------- | --------------- |
| Tom Hall                                  | Individuale maschile  | 649             | 48º             | Shana P 3–7          | Non qualificato      | Non qualificato      | Non qualificato      | Non qualificato      | Non qualificato      | Non qualificato |
| Patrick Huston                            | Individuale maschile  | 658             | 25º             | D'Almeida P 1–7      | Non qualificato      | Non qualificato      | Non qualificato      | Non qualificato      | Non qualificato      | Non qualificato |
| James Woodgate                            | Individuale maschile  | 652             | 38º             | Abdullin P 3–7       | Non qualificato      | Non qualificato      | Non qualificato      | Non qualificato      | Non qualificato      | Non qualificato |
| Sarah Bettles                             | Individuale femminile | 653             | 15ª             | Acosta V 6–4         | Wu P 2–6             | Non qualificata      | Non qualificata      | Non qualificata      | Non qualificata      | Non qualificata |
| Naomi Folkard                             | Individuale femminile | 629             | 47ª             | Wu P 2–6             | Non qualificata      | Non qualificata      | Non qualificata      | Non qualificata      | Non qualificata      | Non qualificata |
| Bryony Pitman                             | Individuale femminile | 634             | 38ª             | Tan V 6–4            | Román V 6–2          | Osipova P 0–6        | Non qualificata      | Non qualificata      | Non qualificata      | Non qualificata |
| Tom Hall Patrick Huston James Woodgate    | Squadra maschile      | 1959            | 10ª             | N.D.                 | N.D.                 | Indonesia V 6–0      | Paesi Bassi P 3–5    | Non qualificata      | Non qualificata      | Non qualificata |
| Sarah Bettles Naomi Folkard Bryony Pitman | Squadra femminile     | 1916            | 9ª              | N.D.                 | N.D.                 | Italia P 3–5         | Non qualificata      | Non qualificata      | Non qualificata      | Non qualificata |
| Patrick Huston Sarah Bettles              | Squadra mista         | 1311            | 12ª             | N.D.                 | N.D.                 | Cina V 5–3           | Messico P 0–6        | Non qualificata      | Non qualificata      | Non qualificata |

## Triathlon
| Atleta                                                            | Evento                | Nuoto                   | T1                      | Ciclismo                  | T2                      | Corsa                   | Totale   | Classifica |
| ----------------------------------------------------------------- | --------------------- | ----------------------- | ----------------------- | ------------------------- | ----------------------- | ----------------------- | -------- | ---------- |
| Jonathan Brownlee                                                 | Individuale maschile  | 17'49"                  | 0'38"                   | 56'38"                    | 0'26"                   | 30'22"                  | 1h45'53" | 5º         |
| Alex Yee                                                          | Individuale maschile  | 18'09"                  | 0'38"                   | 56'17"                    | 0'27"                   | 29'44"                  | 1h45'15" |            |
| Vicky Holland                                                     | Individuale femminile | 19'12"                  | 0'48"                   | 1h05'24"                  | 0'31"                   | 34'20"                  | 2h00'10" | 13ª        |
| Jessica Learmonth                                                 | Individuale femminile | 18'24"                  | 0'43"                   | 1h02'56"                  | 0'34"                   | 35'51"                  | 1h58'28" | 9ª         |
| Georgia Taylor-Brown                                              | Individuale femminile | 18'31"                  | 0'42"                   | 1h03'11"                  | 0'34"                   | 33'52"                  | 1h56'50" |            |
| Jessica Learmonth Jonathan Brownlee Georgia Taylor-Brown Alex Yee | Squadre miste         | 3'40" 4'02" 4'23" 4'08" | 0'40" 0'36" 0'38" 0'36" | 10'15" 9'35" 10'16" 9'51" | 0'27" 0'25" 0'30" 0'25" | 6'14" 5'25" 6'07" 5'28" | 1h23'41" |            |

## Tuffi

### Uomini
| Atleta                         | Evento                  | Preliminari | Preliminari | Semifinale      | Semifinale      | Finale          | Finale          |
| Atleta                         | Evento                  | Punti       | Classifica  | Punti           | Classifica      | Punti           | Classifica      |
| ------------------------------ | ----------------------- | ----------- | ----------- | --------------- | --------------- | --------------- | --------------- |
| James Heatly                   | Trampolino 3 m          | 458,40      | 4º Q        | 454,85          | 4º Q            | 411,00          | 9º              |
| Jack Laugher                   | Trampolino 3 m          | 445,05      | 6º Q        | 514,75          | 3º Q            | 518,00          |                 |
| Tom Daley                      | Piattaforma 10 m        | 453,70      | 4º Q        | 462,90          | 4º Q            | 548,25          |                 |
| Noah Williams                  | Piattaforma 10 m        | 309,55      | 27º         | Non qualificato | Non qualificato | Non qualificato | Non qualificato |
| Daniel Goodfellow Jack Laugher | Trampolino 3 m sincro   | N.D.        | N.D.        | N.D.            | N.D.            | 382,80          | 7ª              |
| Tom Daley Matthew Lee          | Piattaforma 10 m sincro | N.D.        | N.D.        | N.D.            | N.D.            | 471,81          |                 |

### Donne
| Atleta                        | Evento                  | Preliminari | Preliminari | Semifinale      | Semifinale      | Finale          | Finale          |
| Atleta                        | Evento                  | Punti       | Classifica  | Punti           | Classifica      | Punti           | Classifica      |
| ----------------------------- | ----------------------- | ----------- | ----------- | --------------- | --------------- | --------------- | --------------- |
| Scarlett Mew Jensen           | Trampolino 3 m          | 243,45      | 22ª         | Non qualificata | Non qualificata | Non qualificata | Non qualificata |
| Grace Reid                    | Trampolino 3 m          | 268,15      | 19ª         | Non qualificata | Non qualificata | Non qualificata | Non qualificata |
| Andrea Spendolini-Sirieix     | Piattaforma 10 m        | 307,70      | 10ª Q       | 314,00          | 8ª Q            | 305,50          | 7ª              |
| Lois Toulson                  | Piattaforma 10 m        | 314,00      | 7ª Q        | 311,10          | 9ª Q            | 289,60          | 9ª              |
| Grace Reid Katherine Torrance | Trampolino 3 m sincro   | N.D.        | N.D.        | N.D.            | N.D.            | 269,10          | 6ª              |
| Eden Cheng Lois Toulson       | Piattaforma 10 m sincro | N.D.        | N.D.        | N.D.            | N.D.            | 289,26          | 7ª              |

## Vela
| Atleta                        | Evento           | Regata | Regata | Regata | Regata | Regata | Regata | Regata | Regata | Regata | Regata | Regata | Regata | Regata | Punteggio Totale | Punteggio Netto | Classifica |
| Atleta                        | Evento           | 1      | 2      | 3      | 4      | 5      | 6      | 7      | 8      | 9      | 10     | 11     | 12     | M      | Punteggio Totale | Punteggio Netto | Classifica |
| ----------------------------- | ---------------- | ------ | ------ | ------ | ------ | ------ | ------ | ------ | ------ | ------ | ------ | ------ | ------ | ------ | ---------------- | --------------- | ---------- |
| Tom Squires                   | RS:X maschile    | 9      | 13     | 14     | 2      | 10     | 3      | 4      | 1      | 8      | 2      | 6      | 10     | 14     | 96               | 82              | 7º         |
| Emma Wilson                   | RS:X femminile   | 5      | 2      | 6      | 1      | 4      | 2      | 1      | 1      | DSQ    | 6      | 1      | 5      | 4      | 66               | 38              |            |
| Elliot Hanson                 | Laser maschile   | 5      | 12     | 17     | 10     | 3      | 28     | 7      | 20     | 2      | DSQ    | N.D.   | N.D.   | EL     | 140              | 104             | 12º        |
| Alison Young                  | Laser femminile  | 24     | 8      | 9      | 20     | 12     | 12     | 10     | 8      | 14     | 27     | N.D.   | N.D.   | 16     | 159              | 133             | 10ª        |
| Giles Scott                   | Finn maschile    | 9      | 9      | 1      | 1      | 1      | 1      | 6      | 1      | 1      | 7      | N.D.   | N.D.   | 8      | 45               | 36              |            |
| Chris Grube Luke Patience     | 470 maschile     | 3      | 8      | 2      | 4      | 10     | 5      | 4      | 6      | 7      | 9      | N.D.   | N.D.   | 16     | 80               | 70              | 5ª         |
| Eilidh McIntyre Hannah Mills  | 470 femminile    | 4      | 3      | 7      | 1      | 3      | 3      | 1      | 2      | 9      | 3      | N.D.   | N.D.   | 10     | 47               | 38              |            |
| Stuart Bithell Dylan Fletcher | 49er maschile    | 2      | 8      | 4      | 1      | 12     | 2      | 2      | 16     | 3      | 9      | 6      | 7      | 2      | 74               | 58              |            |
| Charlotte Dobson Saskia Tidey | 49erFX femminile | 1      | 1      | 6      | 4      | 2      | 5      | 16     | 13     | 14     | 15     | 4      | 18     | 14     | 113              | 95              | 6ª         |
| John Gimson Anna Burnet       | Nacra 17 misto   | 7      | 5      | 2      | 1      | 1      | 2      | 5      | 10     | 1      | 5      | 2      | 4      | 10     | 55               | 45              |            |